# 迈克尔·道
迈克尔·道（英語：Michael Dow，？—），澳大利亚男子游泳、举重运动员。他曾代表澳大利亚参加1964年夏季残疾人奥林匹克运动会，共获得二枚金牌、二枚银牌和一枚铜牌。